# Gynodiastylis bicristata
Gynodiastylis bicristata är en kräftdjursart som beskrevs av William Thomas Calman 1911. Gynodiastylis bicristata ingår i släktet Gynodiastylis och familjen Gynodiastylidae. Inga underarter finns listade i Catalogue of Life.